# Кокс, Уильям
Уильям Кокс (англ. William Coxe, 1748—1828) — священник, более прославившийся как историк и педагог. Автор ряда трудов, среди которых наиболее примечательны записки о путешествии (англ. travelogue) по России эпохи Екатерины II.
Его «Путешествия по Польше, России, Швеции и Дании» были написаны по итогам гран-тура, который Кокс совершил в качестве наставника лорда Джорджа Герберта (1759—1827), будущего одиннадцатого графа Пемброка и восьмого графа Монтгомери. «Путешествия» пользовались широкой популярностью: только при жизни Кокса его работа выдержала 5 переизданий (первое издание вышло в 1784 году), была переведена на основные европейские языки и послужила основой для многочисленных компиляций. До конца жизни Кокс вносил изменения и существенно расширял содержание своего труда. Доныне материалы о пребывании Кокса в России остаются не переведёнными целиком.

## Сочинения
- Memoirs of John, Duke of Marlborough. — London: Longman, Hurst, Rees, Orme, and Brown, 1818—1819.